# Église Saint-Médard de Pontavert
L'église Saint-Médard est une église située à Pontavert, dans le département de l'Aisne, en France.

## Description
Édifice construit en pierres de taille, l'église adopte la forme d'une croix latine, achevée à l'ouest par une abside. Elle est pourvue d'un narthex et d'une nef à trois travées. Son clocher est situé au-dessus du narthex.

## Localisation
L'église est située sur la commune de Pontavert, dans le département de l'Aisne.

## Historique
L'église actuelle est un édifice reconstruit en 1929, à la suite des destructions de la Première Guerre mondiale, selon les plans de l'architecte Drouin-Deligne. L'édifice précédent était lui-même une reconstruction, après les destructions, en 1652, dues à une autre guerre, la Guerre franco-espagnole,.